# Paul Satterfield
Paul Parsons Satterfield II (Nashville, Tennessee, 19 de agosto de 1960) es un actor estadounidense que ha destacado especialmente en las telenovelas.

## Vida
Hijo de Paul Satterfield Sr. (de profesión bombero, muerto en cumplimiento del deber) y de Priscilla Coolidge (compositora), Satterfield estudió en el Whitman College, ubicado en el estado de Washington con una beca de basketball, y se graduó en 1984 con una licenciatura en Literatura Inglesa del Siglo XVII y Arte Dramático. Tras graduarse se mudó a Los Ángeles. Con 1,93 m de estatura, Satterfield comenzó a trabajar como modelo masculino, apareciendo en distintas campañas gráficas, para luego iniciarse en la carrera de actor, trabajando en teatro, comerciales de televisión, y papeles menores en series televisivas. Su carrera en la industria del espectáculo se inició en 1986 y primer trabajo pago en la industria fue una publicidad para Kodak en donde personificaba a un jugador de fútbol americano. Trabajó con Aaron Spelling en producciones suyas como Beverly Hills, 90210, Savannah interpretando a Tom Massick y Pacific Palisades. En 1987 participó de la película Creepshow 2 y en 1989 protagonizó la película de serie B Arena.
En 1991 comenzó su carrera como actor de telenovelas interpretando el personaje de Paul Hornsby en la serie General Hospital que encarnó hasta 1994. En el mismo año, Satterfield protagonizó junto con Jennifer Lopez la serie televisiva de corta vida Hotel Malibu.
En 1998 Satterfield retorna a las telenovelas encarnando al doctor Pierce Peterson en The Bold and the Beautiful entre 1998 a 1999 y 2001 a 2002. También tuvo apariciones en las series Will & Grace y en la versión americana de la serie británica Coupling, aparte de lo cual también tuvo un papel en la película Bruce Almighty.
Entre 2005 a 2007 Satterfield encarnó al doctor Spencer Truman en la telenovela One Life to Live.
Su impresionante parecido físico con el actor Christopher Reeve lo han hecho protagonista de innumerables situaciones embarazosas en las que lo confundieron con el fallecido actor en eventos y fiestas.
Satterfield es sobrino de la cantante Rita Coolidge. Paul Satterfield se crio con el músico y productor discográfico Booker T. Jones, integrante del conjunto Booker T. & the M.G.'s. Booker T. Jones fue padre sustituto de Satterfield luego de que su padre muriera y que su madre se casara con Jones.
Desde 1996 Satterfield está casado con Elizabeth Wells y la pareja tiene dos hijos. Satterfield es amante de la vida al aire libre, le gusta escribir y es conservacionista. Paul Satterfield tiene un cuarto de ascendencia cheroqui.